# Royal-Sovereign-Klasse
Die Royal-Sovereign-Klasse war eine Klasse von acht Einheitslinienschiffen (engl. pre-dreadnought), die in den 1880er-Jahren für die Royal Navy gebaut wurden.

## Geschichte
Am 17. August 1888 hielt das Board of Admiralty eine Sitzung ab, auf der es über die Spezifikationen und Abmessungen der Schiffe entschied, die im Rahmen des Programms von 1889 gebaut werden sollten. Dabei ging es vor allem um die Frage, ob die Schiffe einen niedrigen oder hohen Freibord haben sollten, des Weiteren um die Anzahl, die Verteilung und die Lage der Geschütze und um die Anordnung und Dicke der Panzerung sowie der Hauptmaschinenanlage. Man beschloss schließlich, dass die Hauptbewaffnung aus vier 343-mm-Kanonen in zwei getrennten geschützten Positionen bestehen sollte, wobei jede Kanone einen Radius von 260 Grad haben sollte. Die Sekundärbewaffnung sollte aus zehn 152-mm-Geschützen bestehen, wobei das Hauptelement in einer zentralen Breitseitenbatterie zwischen den Hauptgeschützen angeordnet werden sollte. Die übrigen Geschütze sollten ein Deck darüber platziert werden, um die gegenseitige Beeinflussung durch Explosionen zu verringern und die Zahl der Geschütze zu begrenzen, die durch einen einzigen Treffer außer Gefecht gesetzt werden könnten. Der Panzergürtel sollte die gleiche Größe haben wie bei der Trafalgar-Klasse.
Ausgehend von diesen Anforderungen erstellte DNC White mehrere Entwürfe für Schiffe mit Türmen und Barbetten. White wies nachdrücklich auf die Vorteile von Barbetten mit Schanzenschutz und hohem Freibord hin. Der Erste Seelord Arthur Hood bevorzugte jedoch den Turmtyp, der jedoch aufgrund seines hohen Gewichts einen niedrigen Freibord erforderte. Am 16. November 1888 wurden die verschiedenen Pläne von einem Sonderausschuss erörtert, dem neben den Mitgliedern des Admiralitätsrates auch Admiral Dowell, Admiral Hamilton, Admiral Richards sowie Vizeadmiral Baird, Lord Kerr, Kapitän Fisher und DNC White angehörten. Die drei Entwürfe für die 14.000-t- und 13.650-t-Turmschiffe und das 11.600-t-Barbettenschiff wurden weiter geprüft. Die endgültige Entscheidung für das Barbettenschiff wurde durch den Bericht des Manöverkomitees von 1888 bestätigt, der eine Reihe von Mängeln in der Konstruktion der Schiffe der Flotte aufdeckte. In dem Bericht wurde hervorgehoben, dass Schiffe mit niedrigem Freibord sehr schlecht abschnitten und in einigen Fällen so stark rollten, dass sie nicht in der Lage gewesen wären, ihre Kanonen effizient abzufeuern.
Am 23. Februar 1889 wurde der endgültige Entwurf genehmigt. Während der Bauphase wurden die Höhe der Schornsteine, die Größe der Ausgucke und die Dicke der Kesselrohre erhöht. Außerdem wurde die Besatzung vergrößert und es wurden drei weitere 3-Pfünder-Kanonen installiert, was die Verdrängung um 47 Tonnen erhöhte.

## Einsatz
Die Schiffe der Klasse wurden im Routinedienst der Royal Navy eingesetzt und nahmen an diversen Manövern und Flottenbesichtigungen teil. Alle Schiffe dienten in heimatlichen Gewässern, einige auch in der Mittelmeerflotte. Während dieses Einsatzes nahmen sie 1897/98 an der Blockade von Kreta teil. Die Klasse insgesamt wurde um 1905 in die Reserve überführt.
Im Jahre 1906 war die Klasse mit dem Erscheinen der Dreadnought schlagartig veraltet. Sie wurden ab diesem Zeitpunkt zu weniger anspruchsvollen Diensten verwendet und ab 1909 zum Abwracken bzw. zum Verkauf vorgesehen. Nur zwei der Schiffe erlebten den Ausbruch des Ersten Weltkriegs. Die Hood wurde als Blockschiff versenkt, die Revenge (Umbenennung in Redoubtable 1915) nahm zwischen 1914 und 1915 an der Beschießung der belgischen Küste teil und wurde anschließend außer Dienst gestellt.

## Technik
Die Schiffe hatten eine Gesamtlänge von 125 m, eine Länge zwischen den Loten von 115,80 m, eine Breite von 22,90 m und einen Tiefgang von 8,40 m. Die Verdrängung lag zwischen 14.490 t und 15.098 t. Ihre Besatzungen bestand aus 670 Offizieren und Mannschaften.

### Antrieb
Die Schiffe waren mit zwei 3-Zylinder-Verbunddampfmaschinen von Humphrys & Tennant ausgestattet, die jeweils eine Welle antrieben und insgesamt 9.000 Shp (6.619 kW) entwickelten, mit der sie dem Schiff eine Höchstgeschwindigkeit von 16 Knoten (30 km/h) ermöglichten. Der Dampf wurde von acht Zylinderkesseln geliefert. Die Schiffe konnten maximal 1.513 t Kohle mitführen, was ihnen bei 10 Knoten (19 km/h) eine Reichweite von 4.720 Seemeilen (8.740 km) ermöglichte. Durch Zwangsbelüftung (forced draft) erhöhte sich die Leistung auf 11.000 PS (8.200 kW) und die Höchstgeschwindigkeit auf 17,5 Knoten (32,4 km/h).

### Bewaffnung
Die Hauptbewaffnung bestand aus vier 343-mm-Geschützen in zwei Zwillingsgeschützbarbetten, je eine vor und hinter den Aufbauten. Jede Kanone war mit 80 Schuss bestückt. Die von diesen Geschützen abgefeuerten 570 kg schweren Granaten konnten mit einer Ladung von 290 kg rauchlosem prismatischem Pulver 711 mm Schmiedeeisen auf 910 m durchschlagen. Die Geschütze hatten bei einer maximalen Elevation von 13,5 Grad und bei einer Mündungsgeschwindigkeit von 614 m/s eine Reichweite von 10.930 m. Die Sekundärbewaffnung bestand aus zehn 152-mm-Schnellfeuergeschützen in Kasematten, fünf auf jeder Breitseite. Die Kanonen hatten bei einer maximalen Elevation von 15 Grad und einer Mündungsgeschwindigkeit von 680 m/s eine Reichweite von 9.140 m. Zur Abwehr von Torpedobooten waren sechzehn 57-mm- und zwölf 47-mm-Hotchkiss-Kanonen sowie acht 8-mm-Maxim-Maschinengewehre installiert. Außerdem verfügten die Schiffe über sieben Torpedorohre mit 457 mm Durchmesser.

### Panzerung
Die Schiffe hatten einen Panzergürtel aus Compoundpanzerung. Er erstreckte sich über 76 m von der vorderen zu der Barbette achtern. Mittschiffs war er zwischen 457 mm dick und verjüngte sich nach vorn und achtern auf 356 mm, wo er in 406 mm starken Querschotten vorn und 356 mm achtern endete. Darüber verlief ein 101 mm dicker Plankengang, der sich Mittschiffs 46 m von der Innenseite der vorderen bis zur Innenseite der Barbette achtern erstreckte.
Die Barbetten waren zwischen 406 und 431 mm dick. Die Kasematten der 152-mm-Kanonen waren mit 101 mm gepanzert. Der vordere Kommandoturm war mit 304 bis 355 mm gepanzert und der hintere war rundherum mit 76 mm starken Panzerplatten geschützt. Die Schiffe hatten zwei gepanzerte Decks mit einer Panzerung von 64 mm und 76 mm.

## Schiffe der Klasse
HMS Royal Sovereign
- 1892–1897 Kanalflotte,
- 1897–1902 Mittelmeerflotte
- 1902–1905 Home Fleet
- 1905–1907 Kanalflotte
- 1907 Reserve
- 1913 abgewrackt.[13]

HMS Hood
- 1893–1900 Mittelmeerflotte
- 1901–1903 Mittelmeerflotte
- 1903–1904 Home Fleet
- 1905, Reserve
- 1914 als Blockschiff vor Portland Harbour versenkt.

HMS Empress of India
- 1893–1897 Kanalflotte
- 1897–1901 Mittelmeerflotte
- 1902–1905 Home Fleet
- 1905–1907 Reserve
- 1907–1912 Home Fleet
- 1913 als Zielschiff versenkt[14]

HMS Ramillies
- 1893–1903, Mittelmeerflotte
- 1905 Reserve
- 7. März 1907 bis August 1911 Home Fleet
- 1911–1913 Reserve
- 7. Oktober 1913 zum Abwracken verkauft.[15]

HMS Repulse
- 1894–1902 Kanalflotte
- 1902–1903 Mittelmeerflotte
- 1905–1907 Reserve
- Februar 1911 ausgemustert
- 11. Juli 1911 zum Abwracken verkauft.[16]

HMS Resolution
- Dezember 1893 bis Oktober 1901 Kanalflotte
- Oktober 1901 bis 17. November 1901 Reserve
- 17. November bis 8. April 1903 Wachschiff
- April 1903 bis Januar 1904 Reserve
- 5. Januar bis 20. Juni 1904 Wachschiff vor Sheerness
- Juni 1904 bis Februar 1907 Reserve
- 12. Februar 1907 bis August 1911 Home Fleet
- 8. August 1911 ausgemustert
- 2. April 1914 zum Abwracken verkauft.[14]

HMS Revenge
- 14. Januar 1896 bis 5. November 1896 Flying Squadron
- November 1896 bis April 1900 Mittelmeerflotte
- 18. April 1901 bis 31. August 1905 Wachschiff vor Isle of Portland
- 1. September 1905 bis Juni 1906 Reserve
- Juni 1906 bis 15. Mai 1913 Schulschiff
- September 1914 bis Dezember 1915 Kanalflotte
- Dezember 1915 bis Februar 1919 Hulk
- 1919 zum Abwracken verkauft.[16]

HMS Royal Oak
- 14. Januar 1896 Flying Squadron
- 25. November 1896 bis 9. März 1897 Reserve
- 9. März 1897 bis 7. Juni 1902 Mittelmeerflotte
- 16. Februar 1903 bis 7. März 1905 Home Fleet
- März 1905 bis April 1909 Reserve
- April 1909 bis Dezember 1911 Home Fleet
- Dezember 1911 bis Januar 1914 Reserve
- 14. Januar 1914 zum Abwracken verkauft.[17]